# Симо Мраович
Симо Мраович (хорв. Simo Mraović, серб. Симо Мраовић; *30 березня 1966, Кутина, СФРЮ, тепер Хорватія — 16 грудня 2008, Загреб, Хорватія) — хорватський (за походженням серб) письменник і поет молодшої генерації хорватської літератури, журналіст і громадський діяч. 

## З біографії та творчості
Народився 1966 року в місті Кутина (Хорватія). Закінчив філософський факультет Загребського університету за спеціальностями «філософія, російська мова й література, хорватська мова й література». 
Працював журналістом у різних газетах і на телебаченні. Автор збірок поезій «Сезон отрути» (1986), «Римлянам бракує милосердя» (1990), «На землі тінь» (1994), «Між губами» (1997), «Добраніч, Гарбо» (2001), «Гмюнд» (2004). Опублікував низку оповідань, есе та критичних статей. Його твори увійшли в різні антології хорватської літератури, перекладалися багатьма європейськими мовами — болгарською, італійською, німецькою, польською, словенською, угорською, українською. 
Відомий хорватський літературознавець Влахо Богішич характеризує стилістику Мраовича у такий спосіб (джерело: Нотатки про письменників // Хорватська Мозаїка. Сучасна [хорватська] проза., Х.: «ФОЛІО», 2006. — С. 310):
|  | Його [Симо Мраовича] літературний світ схильний до нюансів і тихого нанизування слів, але багатий внутрішніми акордами. |

Письменник є автором доволі нашумілого у Хорватії роману «Константин Богобоязний» (з підзаголовком «нацменшинний роман») 2002 року (існує український переклад, 2005). З Україною письменника єднає також те, що він був упорядником загребського видання українських народних казок (2002).
Жив у Загребі як вільний митець. Був членом шведського ПЕН-клубу.
Помер у 2008 році в Загребі.